# 浙江中白猪
浙江中白猪是中国地方猪品种之一，主产于中国浙江省德清县。浙江中白猪分布于浙江省湖州市、杭州市、宁波市、金华市、衢州市及台州市、舟山市等地。
浙江中白猪为培育品种，由长白猪、大白猪和金华猪杂交培育而成。浙江中白猪全身为白色，体型中等。
中华人民共和国制定了国家标准《浙江中白猪》（GB/T 8477-2008）。